# Orthoporus hoctunicolens
Orthoporus hoctunicolens är en mångfotingart som beskrevs av Chamberlin 1938. Orthoporus hoctunicolens ingår i släktet Orthoporus och familjen Spirostreptidae. Inga underarter finns listade i Catalogue of Life.